# Hacksjön (Furuby socken, Småland)
Hacksjön är en sjö i Växjö kommun i Småland och ingår i Ronnebyåns huvudavrinningsområde.